# Zimljansker Stausee
Der Zimljansker Stausee (russisch Цимля́нское водохрани́лище/ Zimljanskoje wodochranilischtsche), der sich zwischen Wolgodonsk und Kalatsch am Don am Unterlauf des russischen Don befindet, bedeckt 2.700 km² Fläche und umfasst maximal 23,9 km³ Stauvolumen. Seine Länge beträgt 302 km, seine Breite maximal 38 km. Der Staudamm, der zwischen 1949 und 1955 errichtet wurde (Chefingenieur Nikolai Rasin), befindet sich nördlich der Stadt Wolgodonsk. Hier wurde ein großes Wasserkraftwerk mit 160 MW Leistung errichtet. 
Das Absperrbauwerk ist eine Kombination aus einem Staudamm und einer Gewichtsstaumauer. Ihre Gesamtlänge beträgt mehr als 13 km, womit es eine der längsten Talsperren der Erde ist. Die Bauwerkshöhe wird in unterschiedlichen Quellen mit 26 oder 41 m angegeben.
Im Zuge der Aufstauung des Zimljansker Stausees mussten viele Bewohner umgesiedelt werden. Die meisten bezogen Wohnungen in neuen vom sowjetischen Staat planmäßig am Ufer des aufgestauten Sees errichteten Siedlungen und in Wolgodonsk. Der archäologische Fundplatz Sarkel versank im Stausee.
In den Zimljansker Stausee, der über den Wolga-Don-Kanal mit der Wolga verbunden ist, mündet unter anderem der Fluss Tschir. 
Am Zimljansker Stausee liegt auch das Kernkraftwerk Rostow, das mit Wasser aus dem See gekühlt wird.
Die mit Abstand größte Stadt am Stausee ist Wolgodonsk.